# Christie Park
Christie Park was een voetbalstadion in Morecambe, Engeland, dat plaats bood aan 6.400 toeschouwers. De bespeler van het stadion was Morecambe FC. In 2010 werd Christie Park gesloopt en verhuisde de club naar het nieuwe Globe Arena.